# Justice (film fra 1917)
 For alternative betydninger, se Justice. (Se også artikler, som begynder med Justice)
Justice er en britisk stumfilm fra 1917 af Maurice Elvey.

## Medvirkende
- Gerald du Maurier som Falder
- Hilda Moore som Ruth Honeywell
- Lilian Braithwaite
- James Carew som Wister
- E. Vivian Reynolds som James How